# Таємне вікно, таємний сад
«Потаємне вікно, потаємний сад» (англ. Secret Window, Secret Garden) — повість американського письменника Стівена Кінга; опублікована у 1990 році в збірці «Четверта після опівночі». Початковий варіант перекладу назви «Секретне вікно, секретний сад». На основі повісті у 2004 році знятий фільм «Таємне вікно» із Джонні Деппом у головній ролі.
Твір оповідає про письменника Мортона Рейні, котрого несподівано звинувачує в плагіаті невідомий досі чоловік. Щоб довести невинність, Мортон має три дні і скоро пересвідчується, що йому загрожує не просто судова тяганина. Він та його близькі опиняються у смертельній небезпеці.

## Сюжет
Після важкого розлучення відомий письменник Мортон Рейні переїжджає до містечка Тешмор-Глен (штат Мен). Там розташований будинок, в якому Мортон та його колишня дружина Еммі проживали влітку. Їй же після розлучення дістався будинок у місті Деррі, за сто миль від Тешмор-Глена.
Одного дня до Мортона навідується незнайомець та звинувачує його у плагіаті. Чоловік залишає рукопис, прочитавши який, Мортон розуміє, що основна значна частина твору так званого Джона Шутера під назвою «Потаємне вікно, потаємний сад» збігається із його власним твором «Посівний сезон». Під час їхньої наступної зустрічі Шутер стверджує, що його твір був виданий у 1982 році, на рік раніше за книгу Рейні. Проте Мортон відповідає, що вперше «Посівний сезон» був виданий у 1980 році, але не був відмічений літературними критиками. Шутер дав Рейні три дні для того, щоб знайти примірник журналу 1980 року із його твором.
Після невдалої спроби додзвонитися до Еммі, Мортон вимкнув телефон і ліг поспати. Прокинувшись, він відчув нестерпний біль і втому, наче виконував важку фізичну роботу. Із вікна будинку Рейні побачив свого кота Бампа, що був пришпилений викруткою до сміттєвого контейнера. Підійшовши ближче він побачив записку з нагадуванням, що у нього є лише три дні, щоб привести докази своєї правоти. Мортон увімкнув телефон і до нього відразу зателефонувала Еммі й крізь сльози розповіла, що якийсь невідомий спалив їхній будинок у Деррі за допомогою коктейлю Молотова, і разом з ним примірник журналу 1980 року.
Вранці Мортон вирушив до Деррі, щоб зустрітись із Еммі. Дорогою він зателефонував до своїх друзів: Грега та Харба. Першого він попросив з'ясувати усе про Джона Шутера, а другого — знайти та прислати йому примірник журналу, який міг зберігатися в редакції в Нью-Йорку. В Деррі Рейні зустрівся із Еммі та її чоловіком Тедом. Втрьох вони відвідали представника страхової компанії та дізналися, що її приватний детектив Фред Еванс розслідує причини пожежі. Перед від'їздом до Тешмор-Глена, Мортон дізнається, що Тед родом із містечка під назвою Шутер-Ноб.
Харб зателефонував Мортону та повідомив, що уже вислав примірник журналу. Грег також вийшов на зв'язок та повідомив, що хочу вранці зустрітися із ним та Томом — місцевим робітником. Вранці Рейні знову прокидається із відчуттям жахливої втоми і вирушає на зустріч із другом, проте знаходить Грега та Тома мертвими, а в своєму автомобілі — капелюх Шутера та недопалки сигарет, що той курив. Мортон згадує неприємну історію, що сталася із ним, коли він був студентом. Одного разу він видав твір однокурсника Джона за свій власний.
Отримавши на пошті номер журналу, Рейні виявляє, що потрібні сторінки вирвані з нього. Вдома у Мортона трапився припадок. Він зрозумів, що капелюх Джона Шутера насправді належить йому, а ім'я Джон Шутер складається з імені однокурсника, у якого він викрав оповідання та місця народження чоловіка, що «відібрав» у нього дружину. Врешті Мортон зрозумів, що він і є Джоном Шутером.
В цей час провідати колишнього чоловіка приїжджає Еммі. Рейні знову став Джоном Шутером і намагався вбити колишню дружину, але був застрелений детективом Фредом Евансом.
В епілозі книги розповідається про розмову Еммі, Теда та Фреда, під час якої останній розповідає про те, як він опинився у Тешмор-Глені.